# Марянув (Келецький повіт)
Марянув (пол. Marianów) — село в Польщі, у гміні Лопушно Келецького повіту Свентокшиського воєводства.
Населення — 223 особи (2011).
У 1975-1998 роках село належало до Келецького воєводства.

## Демографія
Демографічна структура на день 31 березня 2011 року:
|          | Загалом | Допрацездатний вік | Працездатний вік | Постпрацездатний вік |
| -------- | ------- | ------------------ | ---------------- | -------------------- |
| Чоловіки | 115     | 26                 | 77               | 12                   |
| Жінки    | 108     | 28                 | 61               | 19                   |
| Разом    | 223     | 54                 | 138              | 31                   |